# Wyglądała (Odechowiec)
Wyglądała – część wsi Odechowiec w Polsce położony w województwie mazowieckim, w powiecie radomskim, w  gminie Skaryszew.
W latach 1975–1998 miejscowość administracyjnie należała do województwa radomskiego.